# Balseming

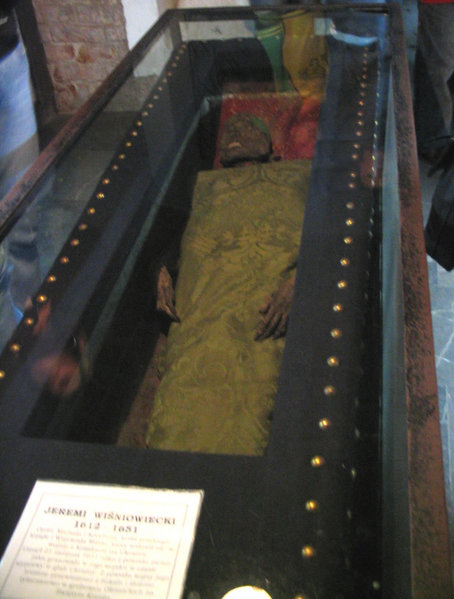
Het gebalsemde lichaam van Jeremi Wiśniowiecki in een klooster nabij Kielce

Balseming is het vertragen of verhinderen van het vergaan van lijken door het gebruik van conserveringsmiddelen, balsem genoemd. Dit kan worden toegepast om het lichaam langer toonbaar te houden ten behoeve van een uitvaartceremonie; of indien de overledene bijgezet dient te worden, zoals gebeurt met geestelijken en leden van het Koninklijk Huis. Een lichaam zal vaak ook gebalsemd moeten worden wanneer het naar een ander land vervoerd wordt.
Bij een balseming wordt een conserveringsmiddel toegediend, dit is meestal formaline, een oplossing van formaldehyde in water.  De ingewanden worden tegenwoordig niet verwijderd, zoals dat wel gebeurde bij Egyptische mummificatie. In de middeleeuwen werden relieken van heiligen soms gebalsemd.

## In Nederland
In Nederland was balseming van lijken tot 31 december 2009 verboden, zo volgt uit artikel 71 van de Wet op de lijkbezorging. Sindsdien kan er in uitzonderlijke gevallen ontheffing worden verleend. Een uitzondering bestond al voor het Koninklijk Huis. Leden daarvan zijn de enigen die zelf mogen bepalen of ze gebalsemd willen worden. Daarnaast wordt er nog een uitzondering gemaakt voor de lichamen van personen die in het buitenland begraven willen worden. Thanatopraxie, een lichte vorm van balseming, waarbij een lijk voor een periode van minder dan tien dagen wordt geconserveerd, is met artikel 71.4 voor iedere overledene mogelijk geworden. 
De lichamen van overledenen die zich ter beschikking van de wetenschap hebben gesteld kunnen worden gebalsemd omdat deze buiten de Wet op de lijkbezorging vallen: ze zijn studieobjecten.